# Altonaer Fußball-Club von 1893 2008-2009
Questa voce raccoglie le informazioni riguardanti l'Altonaer Fußball-Club von 1893 nelle competizioni ufficiali della stagione 2008-2009.

## Stagione
Nella stagione 2008-2009 l'Altona 93, allenato da Torsten Fröhling e Thomas Seeliger, concluse il campionato di Regionalliga nord al 16º posto e fu retrocesso in Oberliga.

## Rosa
| N. |                     | Ruolo | Calciatore            |
| -- | ------------------- | ----- | --------------------- |
| 1  | Germania (bandiera) | P     | Oliver Hinz           |
| 3  | Germania (bandiera) | D     | Sören Warnick         |
| 4  | Croazia (bandiera)  | D     | Marin Mandic          |
| 5  | Germania (bandiera) | D     | Marcus Rabenhorst     |
| 6  | Germania (bandiera) | C     | Andreas Brück         |
| 8  | Germania (bandiera) | C     | Pierre Becken         |
| 10 | Germania (bandiera) | A     | Benny Hoose           |
| 11 | Germania (bandiera) | A     | Stefan Richter        |
| 12 | Germania (bandiera) | C     | Marc Nielsen          |
| 13 | Germania (bandiera) | D     | Patrick Westphal      |
| 14 | Germania (bandiera) | C     | Stefan Siedschlag     |
| 15 | Germania (bandiera) | P     | Maximilian Hinterkopf |
| 16 | Germania (bandiera) | C     | Heiko Ansorge         |

| N. |                       | Ruolo | Calciatore        |
| -- | --------------------- | ----- | ----------------- |
| 17 | Croazia (bandiera)    | A     | Jürgen Tunjic     |
| 20 | Germania (bandiera)   | C     | Björn Nadler      |
| 21 | Germania (bandiera)   | A     | Sascha Schrödter  |
| 22 | Turchia (bandiera)    | P     | Hayko Kalaycioglu |
| 23 | Germania (bandiera)   | A     | Michael Starck    |
| 24 | Turchia (bandiera)    | C     | Onur Behktas      |
| 25 | Germania (bandiera)   | C     | Philipp Röhr      |
| 26 | Germania (bandiera)   | C     | Agim Menxhiqi     |
|    | Kazakistan (bandiera) | D     | Aleksei Bugrov    |
|    | Germania (bandiera)   | D     | Jan Ricken        |
|    | Turchia (bandiera)    | C     | Mustafa Günaydin  |
|    | Germania (bandiera)   | C     | Serafin Sivcak    |

## Organigramma societario
Area tecnica
- Allenatore: Thomas Seeliger
- Allenatore in seconda: Thorsten Koy
- Preparatore dei portieri:
- Preparatori atletici:
- Analisi video:

## Calciomercato

### Sessione estiva
| Acquisti | Acquisti          | Acquisti            | Acquisti |
| R.       | Nome              | da                  | Modalità |
| -------- | ----------------- | ------------------- | -------- |
| C        | Pierre Becken     | Husumer SV          |          |
| A        | Thomas Friauf     | Oldenburg           |          |
| D        | Marin Mandic      | Werder Brema II     |          |
| C        | Marc Nielsen      | Holstein Kiel       |          |
| D        | Marcus Rabenhorst | Straelen            |          |
| C        | Jan-Philipp Rose  | Cloppenburg         |          |
| A        | Sascha Schrödter  | TeBe Berlino        |          |
| C        | Łukasz Sosnowski  | SV Henstedt-Ulzburg |          |

| Cessioni | Cessioni              | Cessioni              | Cessioni |
| R.       | Nome                  | a                     | Modalità |
| -------- | --------------------- | --------------------- | -------- |
| C        | Kadir Candir          | Eintracht Norderstedt |          |
| D        | Kay Göttsch           | Meppen                |          |
| D        | Cihat Karakas         | 93 Amburgo            |          |
| A        | Oliver Kunkel         | Bergedorf             |          |
| D        | Ofosuhene Oduro-Opuni | Lurup                 |          |
| C        | Jakob Sachs           | Lubecca               |          |

### Sessione invernale
| Acquisti | Acquisti | Acquisti | Acquisti |
| R.       | Nome     | da       | Modalità |
| -------- | -------- | -------- | -------- |

| Cessioni | Cessioni         | Cessioni           | Cessioni |
| R.       | Nome             | a                  | Modalità |
| -------- | ---------------- | ------------------ | -------- |
| A        | Thomas Friauf    | Lurup              |          |
| C        | Jan-Philipp Rose | Cloppenburg        |          |
| C        | Łukasz Sosnowski | Germania Schnelsen |          |

## Risultati

### Regionalliga

#### Girone di andata
| Arbitro: | Stor |

|                          |           |            |
| Kilicaslan 45’ Fossi 75’ | Marcatori | 79’ Starck |

| Arbitro: | Steinhaus-Webb |

|                                                  |           |                                    |
| Starck 5’ Siedschlag 23’ Warnick 30’ Behktas 82’ | Marcatori | 36’ (aut.) Warnick 47’, 79’ Boltze |

| Arbitro: | Siewer |

|  |           |                 |
|  | Marcatori | 39’, 46’ Starck |

| Arbitro: | Seemann |

|            |           |                                                               |
| Tunjic 59’ | Marcatori | 41’, 72’ Wulff 68’ Nouri 74’ Hoffmann 85’ Guščinas 90’ M.Holt |

| Arbitro: | Kunzmann |

|                          |           |  |
| Kutschke 75’ Rudolph 90’ | Marcatori |  |

| Arbitro: | Frank |

|  |           |            |
|  | Marcatori | 88’ Kanitz |

| Arbitro: | Grudzinski |

|                      |           |                        |
| Schahin 15’ Hahn 90’ | Marcatori | 49’ Tunjic 80’ Richter |

| Arbitro: | Rohde |

|                                           |           |  |
| Tunjic 63’ Richter 69’ Warnick 79’ (rig.) | Marcatori |  |

| Arbitro: | Eibach |

|                                         |           |                            |
| Schindzielorz 8’ Adlung 44’ Kreuels 69’ | Marcatori | 33’ Rose 76’ (rig.) Völzke |

| Arbitro: | Meyer |

|                        |           |  |
| Richter 7’ Nielsen 90’ | Marcatori |  |

| Arbitro: | Winkmann |

|              |           |                              |
| Hönemann 25’ | Marcatori | 38’ Westphal 63’, 67’ Tunjic |

| Amburgo 9 novembre 2008, ore 14:00 CET 12ª giornata | Altona 93 | 0 – 0 referto | Lubecca | Stadion Hoheluft (1 192 spett.)\| Arbitro: \| Weiner \| |
| Arbitro:                                            | Weiner    |               |         |                                                         |

| Arbitro: | Erbs |

|                                        |           |            |
| Pollok 15’, 50’, 58’ (rig.) Storey 42’ | Marcatori | 80’ Tunjic |

| Amburgo 3 dicembre 2008, ore 14:00 CET 14ª giornata | Altona 93 | 0 – 0 referto | Magdeburgo | Stadion Hoheluft (635 spett.)\| Arbitro: \| Siebert \| |
| Arbitro:                                            | Siebert   |               |            |                                                        |

| Arbitro: | Osmers |

|                |           |             |
| Zimmermann 33’ | Marcatori | 17’ Richter |

| Arbitro: | Sönder |

|                      |           |            |
| Rahmig 10’ Kroos 22’ | Marcatori | 37’ Tunjic |

| Arbitro: | Schriever |

|  |           |                                |
|  | Marcatori | 38’ Lemcke 57’ Koç 86’ N'Diaye |

#### Girone di ritorno
| Arbitro: | Henschel |

|                    |           |  |
| Nielsen 27’ (rig.) | Marcatori |  |

| Arbitro: | Pflaum |

|            |           |            |
| Boltze 31’ | Marcatori | 26’ Becken |

| Arbitro: | Bandurski |

|  |           |                                     |
|  | Marcatori | 44’ Lala 45’ Schmiedebach 86’ Hahne |

| Arbitro: | Gorniak |

|                                         |           |  |
| M.Holt 9’, 39’ (rig.), 54’ Guščinas 89’ | Marcatori |  |

| Arbitro: | Brauer |

|            |           |                       |
| Tunjic 64’ | Marcatori | 33’ Hartwig 72’ Frahn |

| Arbitro: | Meyer |

|                        |           |  |
| Neubert 47’ Müller 78’ | Marcatori |  |

| Arbitro: | Willenborg |

|             |           |                                         |
| Richter 15’ | Marcatori | 4’ Schulz 51’ Schahin 62’ (rig.) Kazior |

| Arbitro: | Dietz |

|                             |           |                                       |
| Piszczek 43’, 55’, 60’, 87’ | Marcatori | 10’ Starck 58’ Warnick 74’ Siedschlag |

| Arbitro: | Seidel |

|  |           |              |
|  | Marcatori | 78’ Brechler |

| Arbitro: | Bandurski |

|                                             |           |            |
| Zimmermann 41’, 90’ Paulick 45’ (rig.), 90’ | Marcatori | 14’ Tunjic |

| Arbitro: | Kuhl |

|                          |           |           |
| Rabenhorst 4’ Starck 31’ | Marcatori | 27’ Balic |

| Arbitro: | Stor |

|                          |           |  |
| Henning 36’ Wehrendt 80’ | Marcatori |  |

| Arbitro: | Frömel |

|                        |           |  |
| Starck 53’ Behktas 89’ | Marcatori |  |

| Arbitro: | Henschel |

|                                        |           |                   |
| Watzka 7’ Vujanović 10’, 39’ Rosin 74’ | Marcatori | 78’ (rig.) Tunjic |

| Arbitro: | Hussein |

|                 |           |                        |
| Tunjic 36’, 89’ | Marcatori | 32’ Straith 90’ Porter |

| Arbitro: | Sönder |

|                           |           |                      |
| Starck 17’ Siedschlag 90’ | Marcatori | 7’ Becker 68’ Rahmig |

| Arbitro: | Perl |

|             |           |  |
| Cankaya 85’ | Marcatori |  |

## Statistiche

### Statistiche di squadra
| Competizione      | Punti | In casa | In casa | In casa | In casa | In casa | In casa | In trasferta | In trasferta | In trasferta | In trasferta | In trasferta | In trasferta | Totale | Totale | Totale | Totale | Totale | Totale | DR  |
| Competizione      | Punti | G       | V       | N       | P       | Gf      | Gs      | G            | V            | N            | P            | Gf           | Gs           | G      | V      | N      | P      | Gf     | Gs     | DR  |
| ----------------- | ----- | ------- | ------- | ------- | ------- | ------- | ------- | ------------ | ------------ | ------------ | ------------ | ------------ | ------------ | ------ | ------ | ------ | ------ | ------ | ------ | --- |
| Regionalliga nord | 31    | 17      | 6       | 4       | 7       | 21      | 27      | 17           | 2            | 3            | 12           | 19           | 39           | 34     | 8      | 7      | 19     | 40     | 66     | -26 |
| Totale            | 31    | 17      | 6       | 4       | 7       | 21      | 27      | 17           | 2            | 3            | 12           | 19           | 39           | 34     | 8      | 7      | 19     | 40     | 66     | -26 |

### Andamento in campionato
| Giornata  | 1  | 2 | 3 | 4  | 5  | 6  | 7  | 8  | 9  | 10 | 11 | 12 | 13 | 14 | 15 | 16 | 17 | 18 | 19 | 20 | 21 | 22 | 23 | 24 | 25 | 26 | 27 | 28 | 29 | 30 | 31 | 32 | 33 | 34 |
| --------- | -- | - | - | -- | -- | -- | -- | -- | -- | -- | -- | -- | -- | -- | -- | -- | -- | -- | -- | -- | -- | -- | -- | -- | -- | -- | -- | -- | -- | -- | -- | -- | -- | -- |
| Luogo     | T  | C | T | C  | T  | C  | T  | C  | T  | C  | T  | C  | T  | C  | T  | T  | C  | C  | T  | C  | T  | C  | T  | C  | T  | C  | T  | C  | T  | C  | T  | C  | C  | T  |
| Risultato | P  | V | V | P  | P  | P  | N  | V  | P  | V  | V  | N  | P  | N  | N  | P  | P  | V  | N  | P  | P  | P  | P  | P  | P  | P  | P  | V  | P  | V  | P  | N  | N  | P  |
| Posizione | 13 | 7 | 3 | 10 | 11 | 13 | 13 | 11 | 12 | 10 | 9  | 9  | 10 | 11 | 12 | 13 | 14 | 12 | 12 | 13 | 16 | 16 | 16 | 16 | 16 | 16 | 17 | 16 | 16 | 16 | 16 | 16 | 16 | 16 |

Legenda:

Luogo: C = Casa; T = Trasferta. Risultato: V = Vittoria; N = Pareggio; P = Sconfitta.

### Statistiche dei giocatori
| H. Ansorge     | 30 | 0  | 2 | 1 |
| P. Becken      | 17 | 1  | 2 | 0 |
| O. Behktas     | 21 | 2  | 3 | 0 |
| A. Brück       | 26 | 0  | 5 | 0 |
| A. Bugrov      | 7  | 0  | 1 | 0 |
| T. Friauf      | 8  | 0  | 2 | 0 |
| M. Günaydin    | 1  | 0  | 0 | 0 |
| M. Hinterkopf  | 4  | 0  | 1 | 0 |
| O. Hinz        | 19 | 0  | 2 | 0 |
| B. Hoose       | 19 | 0  | 3 | 0 |
| H. Kalaycioglu | 12 | 0  | 0 | 0 |
| M. Mandic      | 22 | 0  | 4 | 0 |
| A. Menxhiqi    | 0  | 0  | 0 | 0 |
| B. Nadler      | 17 | 0  | 4 | 0 |
| M. Nielsen     | 11 | 2  | 1 | 0 |
| M. Rabenhorst  | 28 | 1  | 6 | 0 |
| S. Richter     | 28 | 5  | 5 | 0 |
| J. Ricken      | 1  | 0  | 0 | 0 |
| J. Rose        | 10 | 1  | 2 | 0 |
| P. Röhr        | 27 | 0  | 3 | 0 |
| S. Schrödter   | 13 | 0  | 2 | 0 |
| S. Siedschlag  | 30 | 3  | 5 | 0 |
| S. Sivcak      | 1  | 0  | 0 | 0 |
| Ł. Sosnowski   | 5  | 0  | 2 | 0 |
| M. Starck      | 21 | 8  | 1 | 0 |
| J. Tunjic      | 32 | 12 | 5 | 0 |
| H. Völzke      | 7  | 1  | 1 | 0 |
| S. Warnick     | 25 | 3  | 5 | 1 |
| P. Westphal    | 17 | 1  | 5 | 1 |